# Budcat Creations
Budcat Creations, LLC foi uma desenvolvedora americana de jogos eletrônicos com sede em Iowa City, Iowa, foi uma subsidiária integral da Activision, embora anteriormente tivesse parcerias com a Electronic Arts e a Majesco Entertainment. Eles foram os principais responsáveis por portar títulos para consoles não alvo. Eles trabalharam em várias franquias de jogos de grande sucesso, entre elas Guitar Hero, Madden NFL e Medal of Honor. Eles também produziram alguns títulos originais, incluindo Blast Works: Build, Trade, Destroy e The New York Times Crosswords.

## História
A Budcat foi fundada por Jason Andersen e Jonah Stich, que se conheceram no precursor da AOL, por meio de um interesse compartilhado no Apple IIGS. Alguns meses após o início do ano inicial da empresa, Isaac Burns ingressou como sócio. Isaac e Jason se conheceram no ensino médio, em sua cidade natal, Iowa City, Iowa.
A empresa passou a produzir uma série de títulos esportivos para a EA nos cinco anos seguintes, incluindo entradas nas séries NASCAR Thunder, NHL Hockey e FIFA Manager, bem como a versão PlayStation 2 de Psychonauts para Majesco Entertainment.
Em 2005, a Budcat mudou-se para sua localização definitiva em Iowa City para facilitar a expansão de seus escritórios. A Budcat trabalhou em parceria com a Majesco Entertainment, Electronic Arts e Activision em vários títulos antes de ser comprada pela Activision Blizzard em 10 de novembro de 2008, onde trabalharam principalmente na marca Guitar Hero.
A Budcat Creations foi fechada pela Activision Blizzard em 16 de novembro de 2010.

## Jogos desenvolvidos
| Ano  | Título                             | Plataforma(s)                              | Publicadora(s)        |
| ---- | ---------------------------------- | ------------------------------------------ | --------------------- |
| 2001 | Madden NFL 2002                    | PlayStation, Nintendo 64, Game Boy Advance | EA Sports             |
| 2002 | Desert Strike Advance              | Game Boy Advance                           | Electronic Arts       |
| 2002 | NASCAR Thunder 2003                | PlayStation                                | EA Sports             |
| 2002 | Madden NFL 2003                    | PlayStation, Game Boy Advance              | EA Sports             |
| 2002 | NHL 2002                           | Game Boy Advance                           | EA Sports             |
| 2003 | Total Club Manager 2004            | Xbox, PlayStation 2                        | EA Sports             |
| 2003 | Madden NFL 2004                    | PlayStation, Game Boy Advance              | EA Sports             |
| 2003 | NASCAR Thunder 2004                | PlayStation                                | EA Sports             |
| 2004 | Total Club Manager 2005            | Xbox, PS2                                  | EA Sports             |
| 2004 | Madden NFL 2005                    | Microsoft Windows                          | EA Sports             |
| 2005 | Madden NFL 06                      | Microsoft Windows                          | EA Sports             |
| 2005 | Psychonauts                        | PlayStation 2                              | Majesco Entertainment |
| 2006 | Nacho Libre                        | Nintendo DS                                | Majesco Entertainment |
| 2007 | Guitar Hero III: Legends of Rock   | Wii, PlayStation 2                         | Activision            |
| 2007 | The New York Times Crosswords      | Nintendo DS                                | Majesco Entertainment |
| 2007 | Medal of Honor: Vanguard           | Wii                                        | Electronic Arts       |
| 2007 | Arena Football: Road to Glory      | PlayStation 2                              | EA Sports             |
| 2008 | Guitar Hero: World Tour            | PlayStation 2                              | Activision            |
| 2008 | Guitar Hero: Aerosmith             | Wii, PlayStation 2                         | Activision            |
| 2008 | Blast Works: Build, Trade, Destroy | Wii                                        | Majesco Entertainment |
| 2009 | Band Hero                          | PlayStation 2                              | Activision            |
| 2009 | Our House Party                    | Wii                                        | Majesco Entertainment |
| 2009 | Guitar Hero: Metallica             | Wii, PlayStation 2                         | Activision            |
| 2009 | Guitar Hero 5                      | PlayStation 2                              | Activision            |
| 2010 | Pix Maze                           | iOS                                        | Activision            |
| 2011 | Top Shot Arcade                    | Wii                                        | Activision            |